# Regional Paraguaya
Regional Paraguaya (nombre oficial: AeroRegional Paraguaya S.A.), fue una aerolínea paraguaya con base en el Aeropuerto Internacional Silvio Pettirossi de Asunción, Paraguay.
Oficialmente empezó sus operaciones en julio de 2008 con operaciones chárter, y en noviembre del mismo año comenzó con vuelos regulares. En enero de 2010 lanzó sus primeros vuelos nacionales. Por problemas económicos, cesó sus operaciones en agosto de 2010. 

## Antiguos destinos
| Países    | Destinos                | Aeropuertos                                              |
| --------- | ----------------------- | -------------------------------------------------------- |
| Argentina | Buenos Aires            | Aeropuerto Internacional Ministro Pistarini              |
| Bolivia   | Santa Cruz de la Sierra | Aeropuerto Internacional Viru Viru                       |
| Bolivia   | Cochabamba              | Aeropuerto Internacional Jorge Wilstermann               |
| Brasil    | Brasilia                | Aeropuerto Internacional Presidente Juscelino Kubitschek |
| Brasil    | Florianópolis           | Aeropuerto Internacional Hercílio Luz                    |
| Brasil    | São Paulo               | Aeropuerto Internacional de São Paulo-Guarulhos          |
| Chile     | Iquique                 | Aeropuerto Internacional Diego Aracena                   |
| Chile     | Santiago de Chile       | Aeropuerto Internacional Arturo Merino Benítez           |
| Paraguay  | Asunción                | Aeropuerto Internacional Silvio Pettirossi (HUB)         |
| Paraguay  | Ciudad del Este         | Aeropuerto Internacional Guaraní                         |
| Paraguay  | Encarnación             | Aeropuerto Teniente Amín Ayub González                   |
| Uruguay   | Montevideo              | Aeropuerto Internacional de Carrasco                     |
| Uruguay   | Punta del Este          | Aeropuerto Internacional de Laguna del Sauce             |

## Antigua flota
| Aeronaves             | Total | Introducido | Retirado | Matrículas              |
| --------------------- | ----- | ----------- | -------- | ----------------------- |
| Boeing 737-200        | 3     | 2008        | 2010     | ZP-CAQ, ZP-CAH y ZP-CAJ |
| British Aerospace 146 | 1     | 2008        | 2010     | ZP-CAG                  |